# Lee Crooks
Pour les articles homonymes, voir Crooks.
Lee Crooks est un footballeur anglais, né le 14 janvier 1978 à Wakefield, Angleterre. Évoluant au poste de défenseur ou de milieu de terrain, il est principalement connu pour ses saisons à Manchester City, Barnsley, Bradford City et Rochdale. 
Depuis la fin de sa carrière, il s'est reconverti comme militaire dans les Forces armées britanniques, au sein du RAF Regiment de la Royal Air Force.

## Biographie

### Carrière de joueur
Natif de Wakefield, Yorkshire de l'Ouest, il est formé et commence sa carrière à Manchester City et est sélectionné en équipe d'Angleterre dans les équipes de jeunes.
Il signe son premier contrat chez les Citizens à 16 ans et demi, le 1er août 1994. En septembre 1996, il joue ses premiers matches pour l'équipe première, pendant l'intérim d'Asa Hartford.
Avec Manchester City, il connaît deux relégations passant de la Premier League en 1995-96 à la Division 1 puis en Division 2 en 1998-1999, le plus bas niveau jamais atteint par le club. Resté fidèle au club, il connaît aussi deux promotions successives remontant en Division 1 grâce aux play-offs de promotions dès la saison suivante (obtenu à la suite d'une finale mémorable contre Gillingham où City était mené 0-2 à 5 minutes de la fin du match avant de l'emporter grâce à la séance de tirs au but) et, immédiatement après, en Premier League.
Du 26 décembre 2000 au 23 janvier 2001, il est prêté à Northampton Town et le 7 mars 2001, il est transféré à Barnsley pour 190 000 £.
Une blessure au ligament collatéral tibial retarde de plusieurs mois son premier match pour les Tykes qui n'a lieu qu'au début de la saison 2001-2002. Il y joue assez irrégulièrement pendant trois saisons avant que l'entraîneur Paul Hart (en) décide de dégraisser l'effectif du club pendant l'intersaison 2004. Crooks est ainsi libéré de son contrat le 28 juin 2004, ce qui lui permet de s'engager libre pour Bradford City le 1er août 2004.
Chez les Bantams, il ne reçoit qu'irrégulièrement sa chance de jouer et accepte donc de partir en prêt à Notts County du 9 janvier 2006 au 8 mai 2006, où il retrouve son ancien entraîneur de Barnsley, Guðjón Þórðarson, qui l'apprécie particulièrement et notamment sa combativité, l'ayant même surnommé The Beast. Revenu à Bradford City, il est libéré de son contrat afin de lui permettre de retrouver plus facilement un nouveau club. Il entre alors en négociation avec Notts County où son prêt s'était plutôt bien déroulé mais sans que cela n'aboutisse finalement.
En tant que joueur libre, il fait le stage de pré-saison avec l'équipe de League Two Rochdale, avant de signer avec eux un contrat d'un an, le 3 août 2006. Il y officie sous la direction de Steve Parkin (en) qu'il avait connu à Barnsley. Le joueur et le club se séparent le 26 mars 2008, car le manque de temps de jeu pousse Crooks à rechercher un nouveau club. 
Crooks choisit alors de consacrer la fin de la saison 2007-2008 à un tout autre projet, celui de gravir le Kilimandjaro dans le cadre d'une opération caritative pour soutenir le Macmillan Cancer Support (en), en juin 2008.
Le 23 juillet 2008, Crooks rejoint le club non league de Guiseley (en) du Yorkshire de l'Ouest (sa région d'origine) puis le 31 décembre 2008, un autre club de la région, Ossett Town (en), clubs qui jouaient tous les deux en Northern Premier League. C'est dans ce dernier club qu'il prit définitivement sa retraite de footballeur.
En 2010, à 32 ans, il choisit d'intégrer la Royal Air Force, à l'image de son plus jeune frère, membre de la British Army. En 2011, après ses sept mois de formation, il est affecté à l'aérodrome militaire d'Honington. Après une formation intensive au Sennybridge Training Area (en), il est envoyé en opération au RAF Mount Pleasant aux Malouines puis participe à la guerre d'Afghanistan.